# 草地虎耳草
草地虎耳草（学名：Saxifraga pratensis）为虎耳草科虎耳草属下的一个种。分布于四川西部、云南西北部及西藏南部，生于海拔3800至4800米的灌丛草甸或山坡石隙。模式标本采自四川西部。

## 名称
学名的种加词pratensis意为“草地的”。
另外有时粒牙虎耳草也被翻译做“草地虎耳草”，因为S. granulata的英语名称为meadow saxifrage。

## 形态
多年生草本植物，高20厘米。茎被褐色柔毛。基生叶呈卵形，长2厘米左右，先端稍钝或稍渐尖，基部圆形，两面被褐色柔毛，边缘具褐色睫毛，叶柄长2至3厘米，被褐色长柔毛；茎生叶具柄，下部者与基生叶相似，中部以上者披针形或线形，长1.5至2.1厘米，两面和边缘被褐色柔毛。
花为聚伞花序，近伞形，具花2-7。花梗被黑褐色腺毛，花瓣黄色，卵形或椭圆形。花丝钻形；子房近上位。花果期为7至9月。

## 应用
在藏药中可做为毛瓣虎耳草的替代品，称为“松蒂”（藏語：གསེར་ཏིག་རིགས）。

## 扩展阅读
- 維基物種上的相關：草地虎耳草